# Chojniki (stacja kolejowa)
Chojniki (biał. Хойнікі, ros. Хойники) – stacja kolejowa w miejscowości Chojniki, w rejonie chojnickim, w obwodzie homelskim, na Białorusi. Stacja krańcowa linii Wasilewicze - Chojniki.